# Walentin Dmitrijew
Walentin Iwanowicz Dmitrijew (ros. Валентин Иванович Дмитриев, ur. 27 maja 1927, zm. 22 sierpnia 2020 w Moskwie) – radziecki działacz partyjny i dyplomata.
Od 1947 w WKP(b), 1955 ukończył Odeski Instytut Hydrotechniczny, a 1971 zaocznie Wyższą Szkołę Partyjną przy KC KPZR. Od 1959 funkcjonariusz partyjny, 1962-1970 I sekretarz Komitetu Miejskiego KPZR w Magnitogorsku, 1970-1979 I sekretarz Komitetu Miejskiego KPZR w Czelabińsku. Następnie inspektor KC KPZR, 1980-1986 II sekretarz KC KPŁ, 1981-1990 zastępca członka KC KPZR, od 22 lipca 1986 do 15 sierpnia 1990 ambasador nadzwyczajny i pełnomocny ZSRR w Etiopii. Deputowany do Rady Najwyższej ZSRR 10 i 11 kadencji. Pochowany na Cmentarzu Trojekurowskim w Moskwie.